# GPRS
GPRS står for General Packet Radio Service, og er en måde at sende og modtage data via mobiltelefonen.
Et GPRS opkald er helt anderledes end et almindelig taleopkald, idet et almindeligt taleopkald kræver en konstant forbindelse mellem dig og den, du ringer til, og dermed en konstant belastning af mobilnettet i dette tidsrum.
Med GPRS bliver den ønskede datamængde delt op i små pakker, som sendes hver for sig. Dermed er belastningen af mobilnettet væsentlig mindre.
Brugen af GPRS takseres oftest ud fra mængden af datatrafik når det benyttes.